# Ciro Miniero
Ciro Miniero (* 31. ledna 1958 Neapol) je italský římskokatolický duchovní a arcibiskup Taranta.

## Život
Narodil se 31. ledna 1958 v Neapoli.
Vstoupil do arcibiskupského kněžského semináře. Po studiu teologie a filosofie byl 19. června 1982 arcibiskupem Corradem Ursim vysvěcen na kněze. Stal se farním vikářem farnosti Ave Gratia Plena v neapolské čtvrti Barra, kde byl později ustanoven farářem. Roku 1994 se stal děkanem XVIII. děkanátu. Následující rok získal na Papežské teologické fakultě Jižní Itálie licenciát z pastorální teologie.
Roku 1997 byl jmenován biskupským vikářem pro VII. pastorační zónu. Zastával také funkci ekonoma arcidiecéze a spirituála kněžského semináře. Od 4. prosince 2007 byl děkanem IX. děkanátu.
Dne 7. května 2011 jej papež jmenoval biskupem Vallo della Lucania. Biskupské svěcení přijal 19. června z rukou kardinála Crescenzia Sepe a spolusvětiteli byli biskup Antonio Di Donna a biskup Lucio Lemmo. Dne 19. října 2022 byl papežem Františkem ustanoven arcibiskupem koadjutorem arcidiecéze Taranto. Dne 22. července 2023 nastoupil po rezignaci arcibiskupa Filippa Santora do pozice metropolitního arcibiskupa Taranta. Dne 29. června 2024 obdržel od papeže pallium.